# Nadgrebeni mišić
Nadgrebni mišić (lat. musculus supraspinatus) je mišić ramena, trokutastog oblika. Mišić inervira lat. nervus suprascapularis.

## Hvatište i polazište
Mišić polazi sa stražnje strane lopatice (udubina, lat. fossa supraspinata) i hvata se za nadlaktičnu kost (veliki tuberkul, lat. tuberculum majus)

## Klinički značaj
Tetiva supraspinatusa često je mjesto gdje se razvije kalcificirajući tendinitis.